# Eurytoma rubrigalla
Eurytoma rubrigalla is een vliesvleugelig insect uit de familie Eurytomidae. De wetenschappelijke naam is voor het eerst geldig gepubliceerd in 1968 door Bugbee.